# غيوم روفين
غيوم روفين (بالفرنسية: Guillaume Rufin)‏ هو لاعب تنس محترف فرنسي سابق. أعلى تصنيف له في الفردي هو رقم 81 عالميًا، والذي حققه في سبتمبر 2013.

## حياة مهنية

### 2009
حصل على بطاقة دعوة للمشاركة في بطولة فرنسا المفتوحة عام 2009، وكانت هذه أول مشاركة له على مستوى اتحاد لاعبي التنس المحترفين. وفي الجولة الأولى، قبل يوم واحد من عيد ميلاده التاسع عشر، تغلب على إدواردو شوانك بنتيجة 6-1، 6-3، 6-3.
حقق روفين إنجازًا آخر في مسيرته الشابة في 25 أكتوبر 2009، عندما فاز بلقب فلوريانوبوليس تشالنجر في البرازيل، بفوزه على بيري ريبا في النهائي بنتيجة 6-4، 3-6، 6-3.

### 2010
وصل إلى ربع نهائي بطولة مارسيليا المفتوحة 2010. في الجولة الأولى، هزم روفين الخاسر المحظوظ لوران ريكوديرك بنتيجة 7-5، 4-6، 7-6. ثم تبع ذلك بفوزه على يانيك ميرتنز من بلجيكا بنتيجة 6-3، 2-6، 6-2. وفي النهاية خسر أمام المصنف 92 عالميًا ميشا زفيريف بنتيجة 7-5، 6-7، 6-3.
حصل روفين على بطاقة دعوة للمشاركة في بطولة أمريكا المفتوحة 2010 وهزم ليوناردو ماير في أربع مجموعات قبل أن يخسر أمام بول هنري ماتيو في الجولة الثانية.

### 2012
بدأ روفين عام 2012 بشكل جيد، حيث وصل إلى ربع نهائي بطولة اتحاد لاعبي التنس المحترفين للمرة الثانية على الإطلاق في مونبلييه. حيث هزم الكندي فاسيك بوسبيسيل بنتيجة 6-4 و7-6 والإسباني فيليسيانو لوبيز بنتيجة 7-6 و6-3، قبل أن يخسر أمام مواطنه جيل سيمون بنتيجة 6-7 و7-6 و2-6.
شهدت نهاية قوية للموسم في بطولة اتحاد لاعبي التنس المحترفين دخول روفين إلى قائمة أفضل 100 لاعب للمرة الأولى. وتضمنت إقامة روفين التي استمرت أربعة أسابيع على الملاعب الرملية في أمريكا الجنوبية فوزه في فيلا أليندي، ونهائيين في كيتو وبوينس آيرس، ونصف نهائي في سان خوان.

### 2013
وصل روفين إلى ربع نهائي بطولة فينيا ديل مار، بعد تغلبه على الإسباني روبين راميريز هيدالغو بنتيجة 6-3 و6-4 والأرجنتيني خوان موناكو بنتيجة 7-6 و6-4. واضطر إلى الانسحاب قبل مباراته المقررة مع كارلوس بيرلوك.

### 2015: التقاعد
تقاعد روفين في ربيع عام 2015 بسبب الإصابات المستمرة.

## الخط الزمني للفردي
مفتاح
| ف | ن | ن.ن | ر.ن | د# | د.م | ل | أ.أ | ت | غ | ب | ف | ذ | م.خ | ل.ت |

(ف) فاز بالبطولة (ن) وصل النهائي (ن.ن) نصف النهائي (ر.ن) ربع النهائي (د#) الأدوار الأربعة الأولى (د.م) دور المجموعات (ل) شارك في كأس ديفيز (أ.أ) خرج من الأدوار الاولى (ت) خسر التصفيات التأهيلية (غ) غاب عن الحدث أو البطولة (ب) حصل على ميدالية برونزية (ف) حصل على ميدالية فضية (ذ) حصل على ميدالية ذهبية (م.خ) بطولة الماسترز خُفضت إلى مرتبة أقل (ل.ت) البطولة لم تعقد في السنة المعينة.
لتجنب الارتباك وازدواجية الحساب، يتم تحديث هذه المعلومات إما في نهاية البطولة، أو عندما تكون مشاركة اللاعب في البطولة قد انتهت.
| الجراند سلام      |     |     |     |     |     |     |     |    |      |
| أستراليا المفتوحة | غ   | غ   | د1  | غ   | ت3  | د2  | غ   | غ  | 1–2  |
| فرنسا المفتوحة    | ت1  | د2  | ت1  | د2  | د1  | د1  | غ   | ت1 | 2–4  |
| ويمبلدون          | غ   | غ   | ت1  | ت2  | د2  | د2  | غ   |    | 2–2  |
| أمريكا المفتوحة   | غ   | غ   | د2  | ت3  | د1  | د2  | غ   |    | 2–3  |
| فوز-خسارة         | 0–0 | 1–1 | 1–2 | 1–1 | 1–3 | 3–4 | 0–0 |    | 7–11 |

## الخط الزمني للزوجي
مفتاح
| ف | ن | ن.ن | ر.ن | د# | د.م | ل | أ.أ | ت | غ | ب | ف | ذ | م.خ | ل.ت |

(ف) فاز بالبطولة (ن) وصل النهائي (ن.ن) نصف النهائي (ر.ن) ربع النهائي (د#) الأدوار الأربعة الأولى (د.م) دور المجموعات (ل) شارك في كأس ديفيز (أ.أ) خرج من الأدوار الاولى (ت) خسر التصفيات التأهيلية (غ) غاب عن الحدث أو البطولة (ب) حصل على ميدالية برونزية (ف) حصل على ميدالية فضية (ذ) حصل على ميدالية ذهبية (م.خ) بطولة الماسترز خُفضت إلى مرتبة أقل (ل.ت) البطولة لم تعقد في السنة المعينة.
لتجنب الارتباك وازدواجية الحساب، يتم تحديث هذه المعلومات إما في نهاية البطولة، أو عندما تكون مشاركة اللاعب في البطولة قد انتهت.
| الجراند سلام      |     |     |     |     |     |     |
| أستراليا المفتوحة |     |     |     |     |     | 0–0 |
| فرنسا المفتوحة    | د3  | د1  |     |     |     | 2–2 |
| ويمبلدون          |     |     |     |     |     | 0–0 |
| أمريكا المفتوحة   |     |     |     |     |     | 0–0 |
| فوز-خسارة         | 2–1 | 0–1 | 0–0 | 0–0 | 0–0 | 2–2 |

## روابط خارجية
- غيوم روفين على موقع رابطة محترفي التنس (الإنجليزية)
- غيوم روفين على موقع الاتحاد الدولي لكرة المضرب (الإنجليزية)
- غيوم روفين على موقع خلاصة التنس.كوم (الإنجليزية)
- غيوم روفين على موقع إي إس بي إن.كوم (الإنجليزية)